# Epika
Az epika elbeszélő irodalom, az irodalom három műnemének egyike, az epikus vagy elbeszélő művek összefoglaló elnevezése. A lírától abban különbözik, hogy nem érzelmeket, hanem cselekményt ábrázol, a drámától pedig abban, hogy nem párbeszédes formában íródott. A versben írott epikus művet elbeszélő költeménynek nevezik. Az epika olyan műnem, amely cselekménnyel és hőssel vagy hősökkel múltban történt eseményeket beszél el. Lehet verses vagy prózai formájú.

## Története
Az elnevezés a görög epikosz, azaz elbeszélő szóból származik. Az antik elmélet szerint (Platón és Arisztotelész nyomán) az epika magának a költőnek a megnyilatkozása, nem pedig az általa kreált alakoké, mint a dráma. Ez a felfogás a 18. század végéig uralkodott a poétikában, ekkor sorolták be az epika és a dráma mellé harmadik műnemként a lírát. Goethe szerint az epika alapvonása, hogy „világos módon elbeszél”, s a drámától főként abban különbözik, hogy „az epikus eseményt mint tökéletesen elmúlt dolgot adja elő, a drámaíró pedig tökéletesen jelenlévőnek ábrázolja”. Schiller szerint az „epikus a dolgok természetes, nyugodt állapotát rajzolja; minden egyes mozzanatban látja az egész eseménysor végét, ezért mindent egyforma elmélyedéssel rajzol”. A 19. századi elméleti írásokban – a Schlegel fivérek, Schelling és Hegel gondolatai nyomán – az epika leglényegesebb vonásának az objektivitást tekintették (szemben a szubjektív lírával).

## Jellemvonásai
Az epika fő jellemvonása az, hogy alkotásainak tárgyát, témáit kizárólag vagy igen nagy túlsúllyal a külső valóság köréből meríti, s alapvetően monologikus formájú. A hőseinek belső világát, érzelmeit-gondolatait megjelenítő belső monológokat, gondolatfolyamokat, valamint a hősök párbeszédeit csak az elbeszélés és leírás alapszövetébe fonva szerepelteti. Az epikus művek szerkezetében legtöbb esetben döntő szerepet játszik a cselekmény, az esemény vagy eseménysorozat. (Ennek kiiktatásával elsősorban az 1950-es évektől divatos újregény, francia nevén nouveau roman kísérletezett).
Az epikus közlés alapformái az elbeszélés, a leírás és a dialógus. Az elbeszélés az események előadása, a leírás a cselekmény színterének, külső-belső tulajdonságoknak és egyes tárgyi mozzanatoknak statikus ábrázolása, a dialógus pedig a szereplők szóbeli megnyilatkozásának a közvetítése.
Az epikus mű hőseinek megnyilatkozásait az író különböző közlésformákkal rögzítheti. Az egyenes beszéd esetében a szereplő szavai szó szerinti idézet formájában jelentkeznek, szemben a függő beszéddel. Az átélt beszéd (vagy szabad függő beszéd) a függő beszédnek az a változata, amely elhagyja a kijelentést jelölő igét.
Az epikus művek szerkezetében gyakran elkülöníthetünk két vagy akár több, egymással csak adott pontokon találkozó majd szétváló, s a végkifejletben összetorkolló cselekményszálat. Ha ezek nem egyenrangúak, megkülönböztetjük a főcselekményt a mellékcselekménytől. Sajátos válfaja a több cselekményszálat egybefogó szerkesztésmódnak a keretes szerkezet. Ennek jellemvonása az, hogy a mű elején kezdődő és a végén záródó kerettörténetbe önmagukban zárt betéttörténetek illeszkednek. A cselekményszálak előrehaladását tekintve a lineáris cselekményvezetés esetében a történet időrendben halad előre, s kezdete és végpontja között valamilyen fejlődési ív érzékelhető. A láncszerű cselekményvezetés szintén időrendben halad a kezdettől a végkifejletig, de az egymást követő eseményekben, vagy a főhős jellemében nincsen fejlődés, a cselekmény egyes epizódjainak sorrendje tulajdonképpen felcserélhető. A modern epika sajátos szerkezetei a montázsok, amik időben vagy térben egymástól távol eső eseményeket vagy azok mozzanatait illesztik össze. A posztmodern próza bizonyos válfajai a labirintusszerkezetet alkalmazzák, melynek eseményei részint az elbeszélőnek, részint a mű hősének képzeletében vagy álmában játszódnak, s új eseménysorokat nyitnak. Az olvasó így egy „labirintusba” kerül, ahol az elbeszélt események és az azokkal kapcsolatos gondolatok szabadon keverednek. A cselekményekben a hősök összecsapásának mozzanatai a konfliktusok. A cselekmény előrehaladásával csak lazán összefüggő, a végkifejletet átmenetileg késleltető szerkezeti egységek az epizódok. Az epizódnak sokféle funkciója lehet. Szerepe lehet a feszültség növelése vagy éppen csökkentése, a szereplők jellemzésének elmélyítése, vagy egyes mellékkörülmények tüzetesebb megvilágítása.
Az epika előadásmódja szinte kizárólag múlt idejű; a jelen vagy jövő idő szinte kizárólag rövidebb betétekben, ill. egyes kis formákban bukkan elő.

## Műfajai
Az epikai műnem keretébe tartozó műfajok többféle szempontból osztályozhatók. A legáltalánosabb felosztás terjedelmi jellegű, s a nagyepikát, közepes epikát és kisepikát különbözteti meg. Eszerint a nagyepika az emberi életet a maga teljességében, a társadalmi-természeti viszonyokkal való bonyolult összefüggésben ábrázolja, sokoldalúan jellemzett fő- és mellékszereplőkkel. A nagyepika reprezentatív formái az eposz és a regény. A közepes epika körébe a hosszú elbeszéléseket vagy kisregényeket sorolhatjuk. A kisepika a valóságnak egy-egy részletét, szűkebb vonatkozását ragadja meg. Legjellemzőbb műfajai a novella, mese, monda, legenda, karcolat, adoma, anekdota stb.
Jellemző felosztási szempont a ritmikai forma alapján történő elkülönítés is, amely az epikát a verses epika és a prózaepika két nagy csoportjára bontja. Ez utóbbi a polgári regény megjelenése után vált általánossá a felvilágosodás korát követően.
Az epikus művek harmadik jelentős osztályozási elve az elbeszélői nézőpont különbségeit veszi alapul. Az epikus művek legnagyobb csoportjára a szerzői (auktoriális) elbeszélés jellemző, mikor az elbeszélő egyfajta mindentudó narrátorként mindenről beszámol, a cselekményen kívül a mű hőseinek érzelmeiről, gondolatairól is. A szerzői elbeszélés egyik válfaját a harmadik személyű előadásmód kizárólagossága jellemzi. Ennek két alfaja közül a homofonikus elbeszélésben a szerző világképe, értékrendje uralkodik, a polifonikus elbeszélésben a mű több hősének világképe és értékrendje külön szólamként, azonos súllyal szerepel. A szerzői elbeszélés másik változatában nem csupán a szerző értékrendje érvényesül, hanem olykor egyes szám első személyben, énformában, ún. lírai kitérőkkel is megszólal. A szerzői elbeszéléssel szemben a perszonális elbeszélés a mű egyik szereplőjének szemszögéből nézve mutatja be a műben ábrázolt világot. Ilyenkor a szerző csak arról tudósít, amit a hős maga átélt, az előadásmód pedig énformájú. A perszonális elbeszélés esetében az elbeszélő lehet valamelyik mellékszereplő, aki objektív modorban, esetleg rezonőrként számol be az eseményekről, vagy lehet maga a főszereplő. A perszonális elbeszélés egyik sajátos válfajában szerkezeti egységenként más-más hős szólal meg énformában.
Epikus művek, mítoszok, totemisztikus eredetmondák feltehetőleg már az ősközösségi irodalomban is léteztek. A nemzetségi társadalom kialakulásának kezdeteitől a népköltészetben a műfajok többsége epikus. Az ókori irodalomban már fellelhető az összes epikus műfaj, bár ezek egy része fejletlenebb formában jelentkezik.
Az epika ősi alapműfaja az eposz volt.
Az epikának a történelem folyamán számos további műfaja alakult ki. Ilyenek például: 
- mítosz, melyből az egész keletkezett
- monda, amely a mítosz és az eposz mellett a legkorábbi epikai műfaj volt
- prózai mese (tündérmese, népmese)
- rege
- állatmese és állateposz
- tanító célzatú ezópusi mese
- apológia-hit vagy felfogás védelme szóban vagy írásban
- példabeszéd (parabola)
- paramitia
- idill
- legenda
- románc
- ballada
- újabb prózai műfajok 
  - regény
  - novella
  - elbeszélés
  - karcolat
  - kisregény

| Epikai műfajok elemi szinten | Epikai műfajok elemi szinten |
| --- | ---------------------------- |
| \| Műfaj \| \| ------------------- \| \| mese \| \| monda \| \| mitológiai történet \| \| példabeszéd \| \| legenda \| \| elbeszélő költemény \| \| novella \| \| rege[2] \| \| eposz \| \| regény \| |                              |
| Műfaj |                              |
| mese |                              |
| monda |                              |
| mitológiai történet |                              |
| példabeszéd |                              |
| legenda |                              |
| elbeszélő költemény |                              |
| novella |                              |
| rege |                              |
| eposz |                              |
| regény |                              |